# Nycteromyces streblidinus
Nycteromyces streblidinus är en svampart som beskrevs av Thaxt. 1917. Nycteromyces streblidinus ingår i släktet Nycteromyces och familjen Laboulbeniaceae.   Inga underarter finns listade i Catalogue of Life.